# Carmaux
Carmaux (okzitanisch Caramauç) ist eine französische Gemeinde mit 9.927 Einwohnern (Stand 1. Januar 2022) im Département Tarn in der Region Okzitanien.

## Geografie
Carmaux liegt im Süden Frankreichs 80 km nordöstlich von Toulouse, 15 km nördlich von Albi und südwestlich des Zentralmassivs. Die Stadt befindet sich an der Route Nationale 88, die von Toulouse nach Lyon führt, und gehört zum Département Tarn. Sie liegt am Ufer des Flusses Cérou, in den hier der Céroc einmündet.

## Geschichte
Bereits vor ungefähr 2000 Jahren soll hier ein kleines Dorf existiert haben, und die Kelten bauten in den Gruben l’Abcenq etwa 300 Jahre v. Chr. Kupfer ab. Kohle wird erstmals 1295 erwähnt, da man für diese an der Brücke in Albi Brückenzoll bezahlen musste.
Das Mittelalter war geprägt durch wechselnde Herrschaften und häufige Kriege. Toulouse zum Beispiel wurde Hauptstadt der Westgoten und später von Arabern erobert.
Der Kohleabbau war bis zum 18. Jahrhundert nur von geringer Bedeutung, wurde aber von der Familie de Solages mit modernen Mitteln betrieben, und es entwickelte sich von etwa 1752 bis 1850 eine Kohleindustrie in größerem Umfang. In dieser Zeit entsteht auch eine Glasindustrie. Durch die beginnende Industrialisierung und den Einsatz der Dampfmaschine steigt auch der Bedarf an Kohle und damit die Bedeutung der Kohleindustrie. Die Landarbeiter werden zu Bergarbeitern und siedeln sich in der Stadt Carmaux an. 1801 zählte der Ort 1300 Einwohner. Von 1801 bis 1901 verzehnfachte sich die Stadtbevölkerung fast.

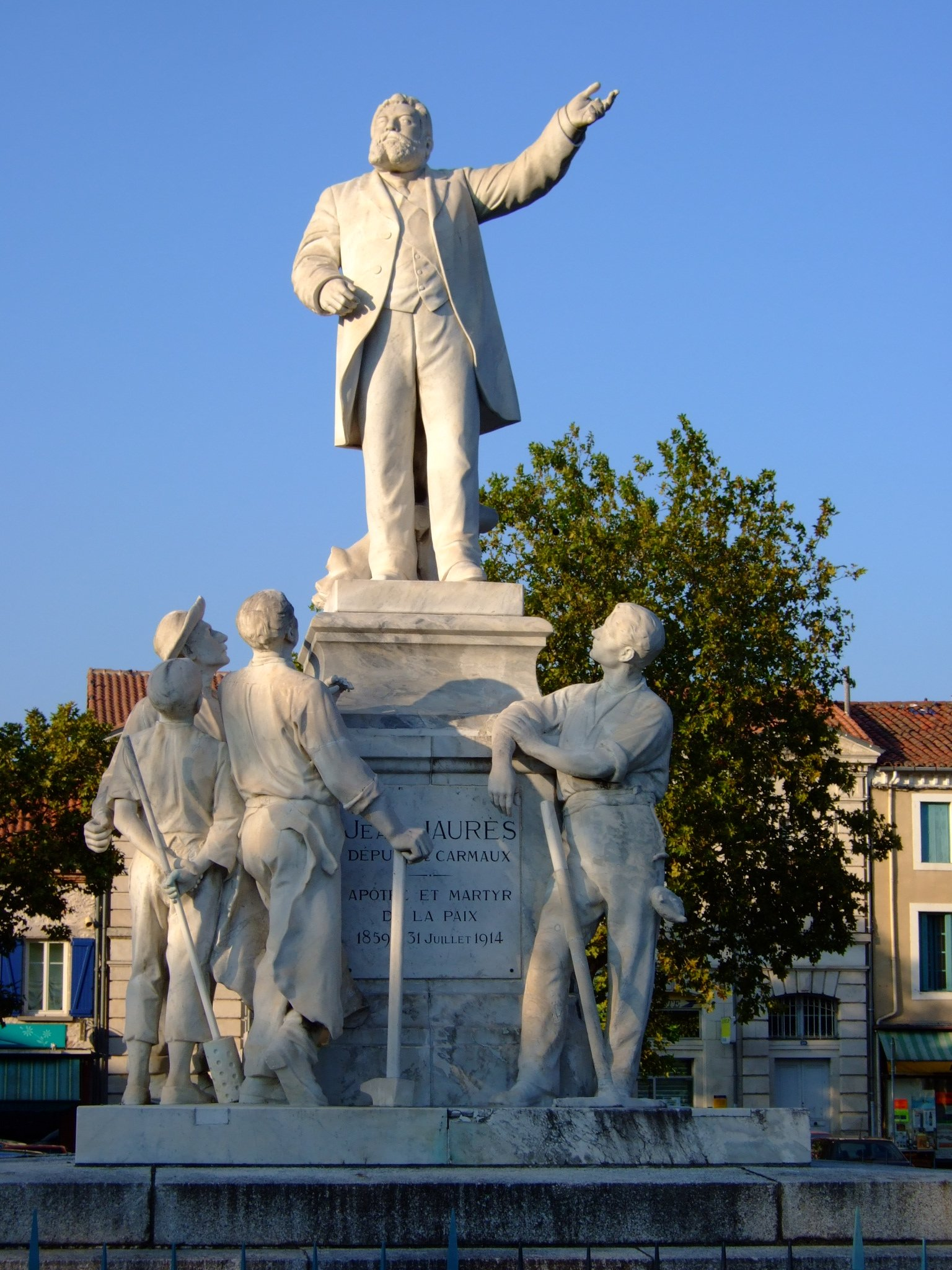
Denkmal für Jean Jaurès in Carmaux

1892 kam es zu einem großen Streik der Minenarbeiter von Carmaux, die damit den gewählten sozialistischen Bürgermeister Jean-Baptiste Calvignac, einen aus ihrer Mitte, unterstützen wollen. Calvignac war vom Marquis de Solages, dem Eigentümer der Mine und zugleich Abgeordneter in der Nationalversammlung, entlassen worden, weil er in Erfüllung seiner städtischen Pflichten mehrfach bei der Arbeit gefehlt hatte. Nachdem die französische Regierung schon 1500 Soldaten der Armee nach Carmaux geschickt hatte, schaltete sich der sozialistische Politiker Jean Jaurès ein. Unter dem Druck des Streiks und der von Jaurès hergestellten Öffentlichkeit entscheidet die zum Schiedsrichter bestellte Regierung im Streit zwischen Calvignac und de Solages zugunsten von Calvignac. De Solages trat von seinem Amt als Abgeordneter zurück.
Die Arbeiterschaft nahm zunehmend Abstand vom katholischen Klerus. So wurden beispielsweise 1911 in Carmaux 21,5 % aller Beisetzungen als Zivile Beerdigungen (funérailles civiles) abgehalten. Der Bürgermeister um 1914 war Jean-Baptiste Calvignac. Als ihn die Nachricht vom Mord an Jean Jaurès erreichte, erlitt er einen nervösen Anfall. Ab 1918 kamen viele Polen nach Carmaux, deren Integration sich als schwierig erwies, und ab 1936 siedelten sich Spanier an.
Durch die Ablösung der Kohle durch andere Energieformen, wie Erdöl oder Atomenergie verliert die Kohle-Industrie zunehmend an Bedeutung, so dass am 1. Juli 1997 die letzte Kohle gefördert wurde. Es vollzieht sich ein Umbruch hin zu neuen Industriezweigen.

### Einwohnerentwicklung
| Jahr | Einwohner |
| ---- | --------- |
| 1793 | 849       |
| 1800 | 1.040     |
| 1821 | 1.440     |
| 1831 | 1.765     |
| 1841 | 2.143     |
| 1851 | 2.648     |
| 1861 | 4.043     |
| 1872 | 5.010     |
| 1881 | 6.905     |
| 1891 | 9.591     |

| Jahr | Einwohner |
| ---- | --------- |
| 1901 | 10.956    |
| 1911 | 11.064    |
| 1921 | 11.273    |
| 1931 | 11.129    |
| 1946 | 11.136    |
| 1954 | 11.485    |
| 1962 | 14.565    |
| 1968 | 14.755    |
| 1975 | 13.208    |
| 1982 | 12.113    |

| Jahr | Einwohner |
| ---- | --------- |
| 1990 | 10.957    |
| 1999 | 10.231    |
| 2006 | 10.273    |
| 2007 | 10.268    |

## Politik

### Bürgermeister

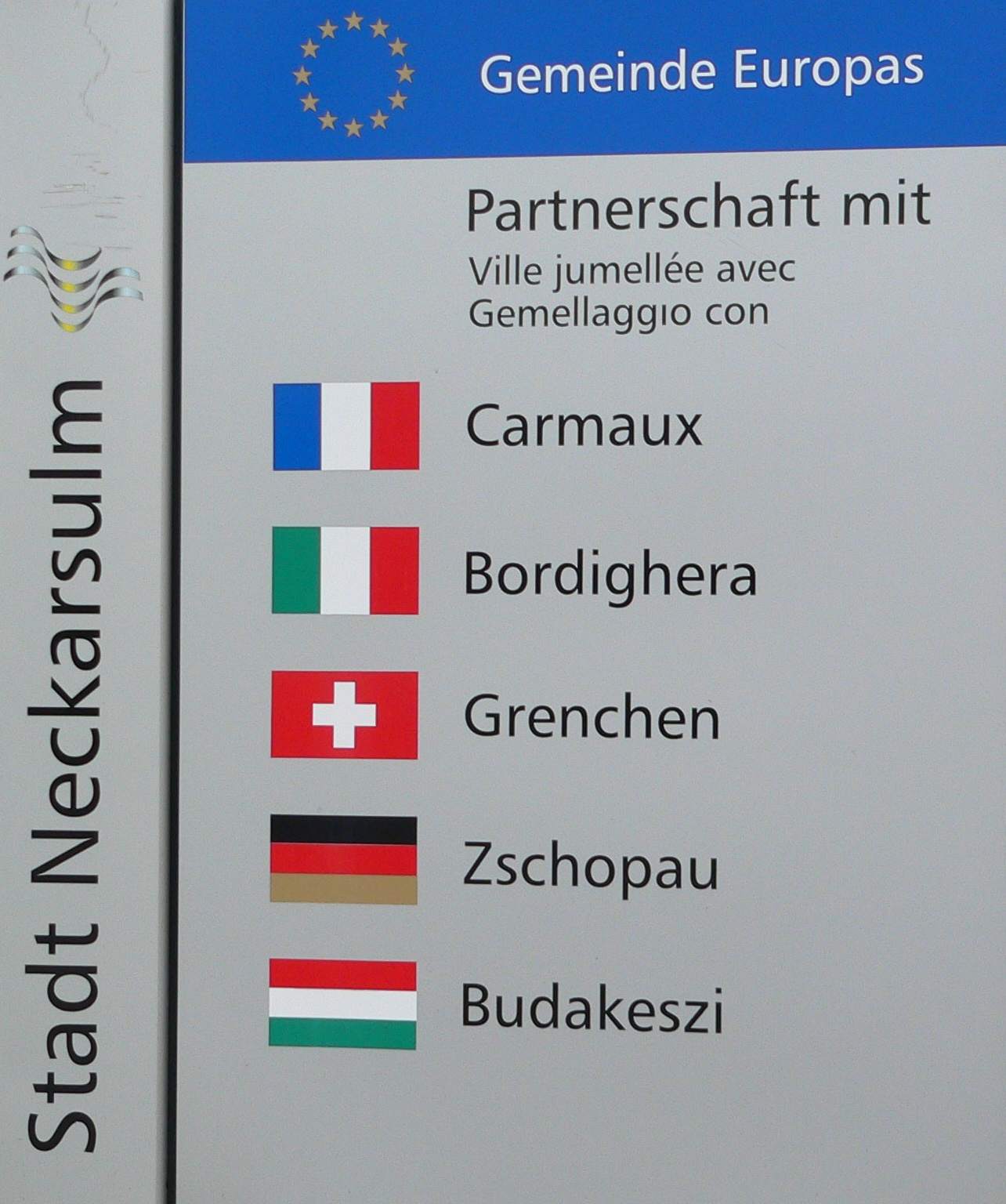
Partnerstädte: Carmaux und Neckarsulm, seit 1958

- 1945–1977: Jean Vareilles
- 1977–1997: Jacques Goulesque
- 2001–2008: René Frayssinet
- 2008–heute: Alain Espie

### Partnerstadt
Die Städtepartnerschaft zwischen Carmaux und Neckarsulm war eine der ersten Städtepartnerschaften, die nach dem Zweiten Weltkrieg zwischen einer französischen und einer deutschen Stadt geschlossen wurde. Das Ziel dieser Städtepartnerschaften war und ist eine Aussöhnung und Verständigung zwischen den Nationen auf Ebene der Kommunen. Diese Städtepartnerschaft wurde durch Gespräche vorbereitet, die ab 1953 im Rahmen der Internationalen Bürgermeisterunion stattfanden. Sie wurde am 7. März 1957 vom Neckarsulmer Gemeinderat bzw. am 22. Mai 1957 vom „Conseil municipal de Carmaux“ beschlossen, und ihr Beginn wird auf den 7. April 1958 datiert, als sich Abordnungen beider Städte in Neckarsulm erstmals trafen.
Für seine Verdienste um diese Städtepartnerschaft erhielt der ehemalige Bürgermeister Jean Vareilles im März 1978 das Verdienstkreuz 1. Klasse des Verdienstordens der Bundesrepublik Deutschland.
Die Freundschaft beider Städte wird seit 1958 durch regelmäßige Kontakte von Abordnungen und Organisationen ständig erneuert und vertieft. So zum Beispiel durch die Teilnahme des Gesangsvereins Concordia beim „Festival de Musique du Tarn“ in Carmaux (1976) bzw. des Musikverein Obereisesheim am alljährlichen Stadtfest „St. Privat“ (1979), die Hilfe Neckarsulms beim Wiederaufbau des gesprengten Jean-Jaurès-Denkmals (1983), die „Rallye der Freundschaft“ (1985, die Radfahrer fuhren die 1162 km von Carmaux nach Neckarsulm in sechs Tagen), Teilnahme von Abordnungen aus Carmaux beim Ganzhornfest in Neckarsulm, fast jährlicher Schüleraustausch zwischen Albert-Schweitzer-Gymnasium Neckarsulm und dem „Lycée de Carmaux“ und die Feuerwehrkameradschaft zwischen den beiden Freiwilligen Feuerwehren.

## Kultur und Sehenswürdigkeiten

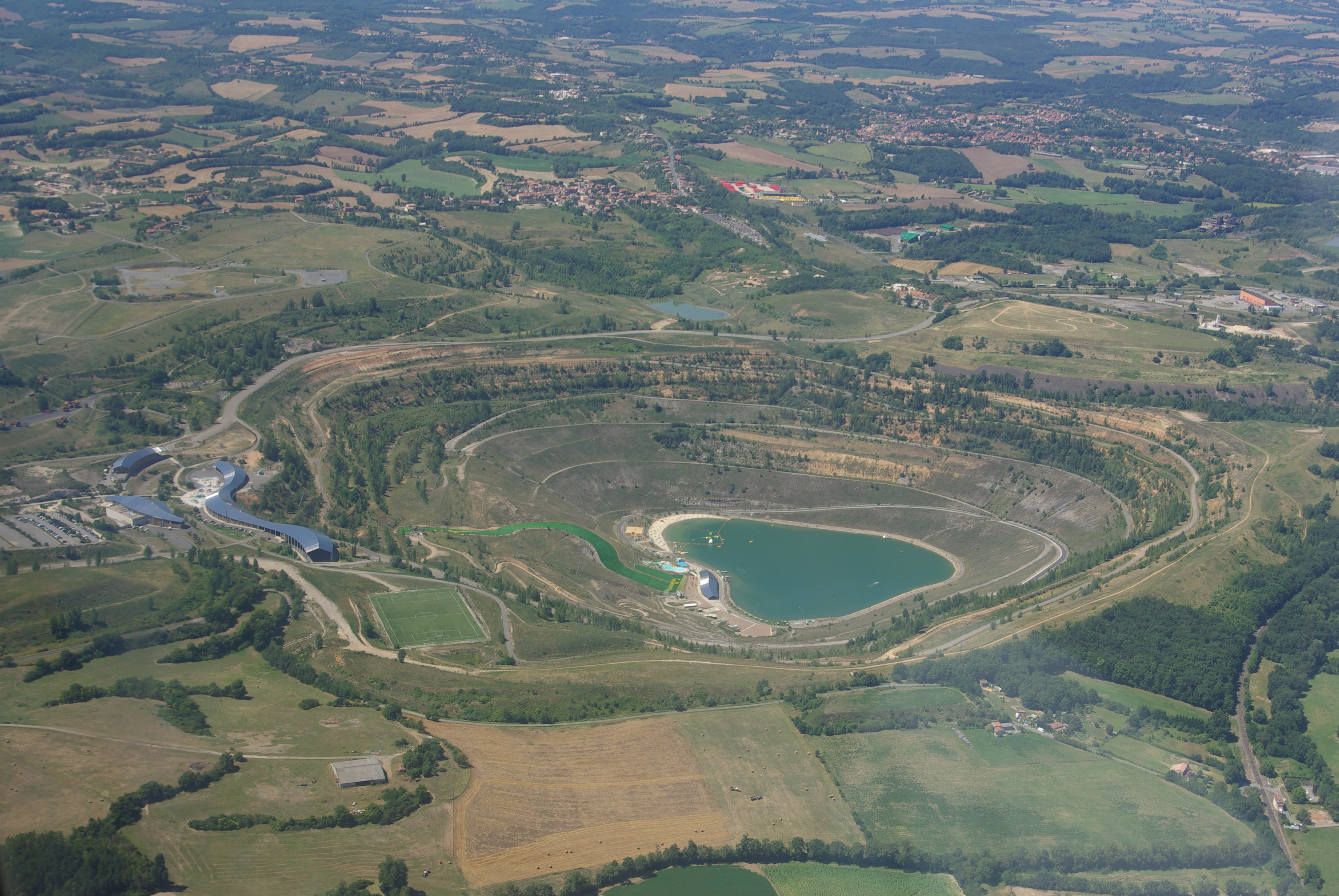
Luftaufnahme des Cap'Découverte

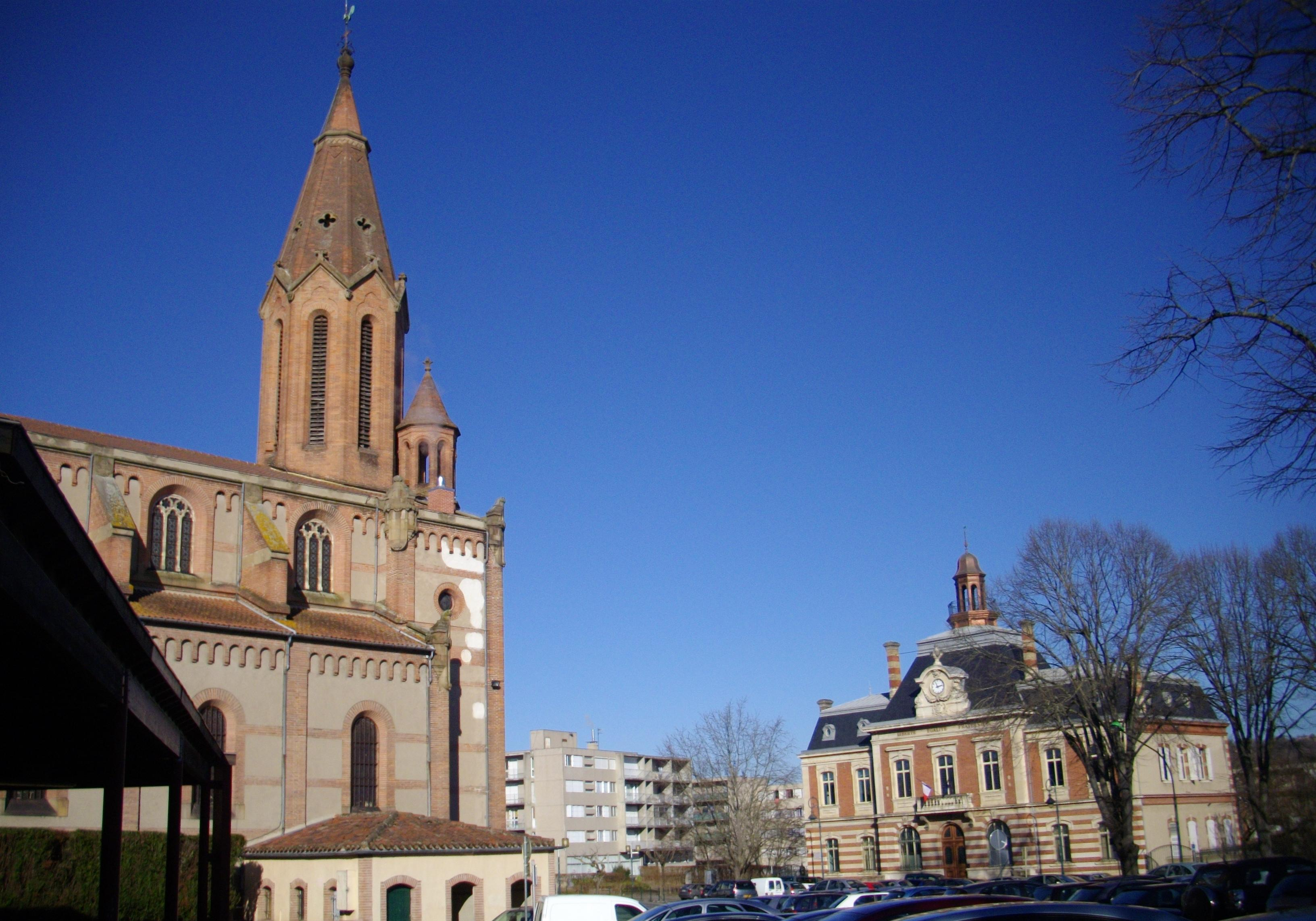
Kirche „St. Privat“ und Rathaus von Carmaux

- Größte Attraktion ist wohl das Cap'Découverte südlich von Carmaux: Der ehemalige Steinkohle-Tagebau namens La Grande Découverte (auf Deutsch: Die große Auf- oder Entdeckung) wurde nach seiner Schließung 1997 in einen großen Sport-, Freizeit- und Geschichtspark namens Cap'Découverte umgewandelt, der am 25. Juni 2003 eröffnet wurde. In diesem Freizeit-Zentrum, das auf einer Fläche von 650 ha angelegt ist, kann man sich sportlich betätigen, zum Beispiel: Skaten, Mountain Bike, Rollerblade und Minikart fahren, oder auch Schwimmen und Wasserski fahren und vieles andere mehr. Es gibt ein Musikzentrum mit zwei Konzerthallen mit 750 und 350 Plätzen, ein Aufnahme-, ein Tanz- und neun Probenstudios, sowie eine Kunstgalerie und das Lakeside Theater mit 800 Plätzen. Auf einem 20 ha großen Festgelände können Festivals mit bis zu 20.000 Teilnehmern stattfinden. Interessant sind noch das Bergbaumuseum und der „Park der Titanen“, in dem die riesigen Maschinen ausgestellt sind, die zum Abbau der Kohle verwendet wurden. Erwähnenswert ist auch der „Karbon-Garten“, in dem auf 13 ha dargestellt wird, wie die Kohle seit etwa 300 Millionen Jahren entstand.
- Das Rathaus Carmaux
- Die Kirche „St. Privat“

## Sport
In Carmaux wird die Sportart Rugby Union großgeschrieben, was nicht zuletzt ein Meistertitel des Vereins US Carmaux und bekannte französische Rugbyspieler belegen.

## Wirtschaft
Die Kohleindustrie, die die Wirtschaft von Carmaux im 19. und in der ersten Hälfte des 20. Jahrhunderts dominierte, verlor ab 1960 zunehmend an Bedeutung; die Kohlegruben wurden nach und nach geschlossen. 1975 wurde in einem Versuch, dem Kohleabbau eine Zukunft zu geben, ein neues Projekt gestartet: „la grande découverte“ (auf Deutsch: die große Entdeckung), eine große Mine, in der die Steinkohle im Tagebau abgebaut wurde und die 1984 in Betrieb ging. Am 1. Juli 1997 stellte jedoch auch diese Mine ihren Betrieb ein, weil der Betrieb nicht wirtschaftlich war. Bis dahin hatte der Kohleabbau einen an der Oberfläche 1200 m durchmessenden, 220 m tiefen Trichter in die Erde gegraben.
Der Niedergang der Kohleindustrie führte zu einem Rückgang der Bevölkerungszahl von Carmaux, die durch Wegzüge und einen Überschuss der Todesfälle gegenüber den Geburten von 14.755 im Jahr 1968 auf 10.231 im Jahr 1999 sank. Die Arbeitslosenquote betrug im Jahr 1999 17 %; gegenüber 1990 ein Anstieg von 27,9 %. Auch ein starker Anstieg der Auspendlerzahlen (von 1990 bis 1999 um 29,7 %) ist zu verzeichnen. Die Stadt und die Region versuchen, die Wirtschaft von Carmaux in einem Konversionsprozess von der ehemaligen Kohle-Monokultur weg auf eine neue, vielfältigere Basis zu stellen, bei der dem Tourismus eine wesentliche Rolle zukommen soll. Sichtbarstes Zeugnis dieser Bemühungen ist der neue Freizeitpark Cap'Découverte, zu dem der ehemalige Steinkohle-Tagebau unter Einsatz von 61,4 Millionen Euro von EU, Staat und Region umfunktioniert wurde.

## Persönlichkeiten

### Ehrenbürger
- 2007: Kurt Bauer (* 1934) aus Neckarsulm wurde für seine jahrzehntelangen Anstrengungen um die Freundschaft zwischen den Partnerstädten Carmaux und Neckarsulm als erster Ehrenbürger der Stadt Carmaux geehrt.[5]

### Weitere mit der Stadt verbundene Persönlichkeiten
- Bernard Lazare (1865–1903), Journalist
- Jean Jaurès (1859–1914), Politiker und Historiker
- René Marigil (1928–2009), spanischer Radrennfahrer